# Heterostylodes nominabilis
Heterostylodes nominabilis är en tvåvingeart som först beskrevs av Collin 1947.  Heterostylodes nominabilis ingår i släktet Heterostylodes och familjen blomsterflugor. Arten är reproducerande i Sverige. Inga underarter finns listade i Catalogue of Life.